# Pipistrellus tenuis
Pipistrellus tenuis е вид бозайник от семейство Гладконоси прилепи (Vespertilionidae).

## Разпространение
Видът е разпространен в Афганистан, Бангладеш, Виетнам, Източен Тимор, Индия, Индонезия (Малуку), Камбоджа, Китай, Кокосови острови, Лаос, Малайзия, Мианмар, Непал, Остров Рождество, Пакистан, Тайланд, Филипини и Шри Ланка.